# 山地圣母镇
山地圣母镇（法語：Notre-Dame-de-Monts，法語發音：[nɔtʁ dam də mɔ̃]）是法国卢瓦尔河地区大区旺代省的一个市镇，属于莱萨布勒多洛讷区。

## 地理
山地圣母镇（46°49'50"N, 2°7'54"W）面积20.62 平方千米，位于法国卢瓦尔河地区大区旺代省，该省份为法国西部沿海省份，北起大西洋卢瓦尔省和曼恩-卢瓦尔省，西临大西洋，南至滨海夏朗德省，东部及东南部与德塞夫勒省接壤。
与山地圣母镇接壤的市镇（或旧市镇、城区）包括：拉巴尔德蒙、圣让德蒙。

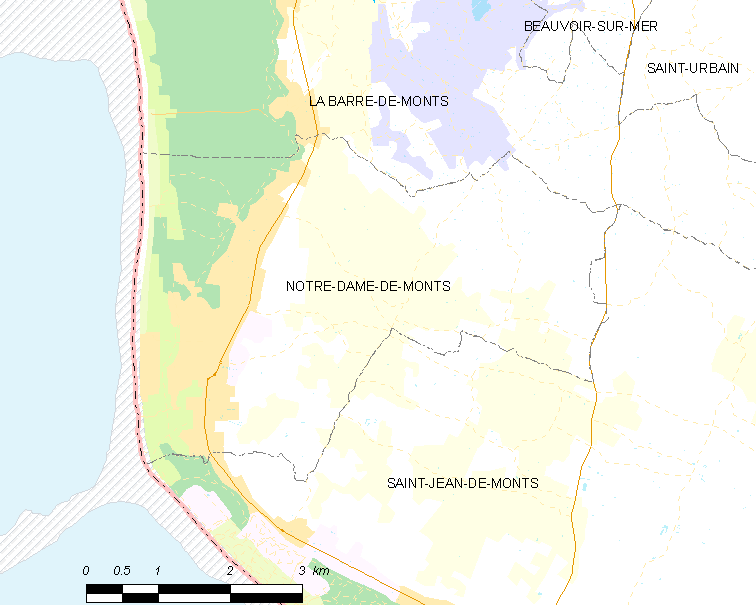
山地圣母镇的OSM定位图

山地圣母镇的时区为UTC+01:00、UTC+02:00（夏令时）。

## 行政
山地圣母镇的邮政编码为85690，INSEE市镇编码为85164。

## 政治
山地圣母镇所属的省级选区为圣让德蒙县。

## 人口

1962-2008年间山地圣母镇人口变化图示

山地圣母镇于2022年1月1日时的人口数量为2293人。